# Ali Al-Zubaidi (cầu thủ bóng đá, sinh 1986)
 Ali Al-Zubaidi  (tiếng Ả Rập: علي الزبيدي; sinh ngày 17 tháng 12 năm 1986) là một cầu thủ bóng đá Ả Rập Xê Út thi đấu ở vị trí tiền vệ cho Tuwaiq.